# Historia del Real Betis Balompié

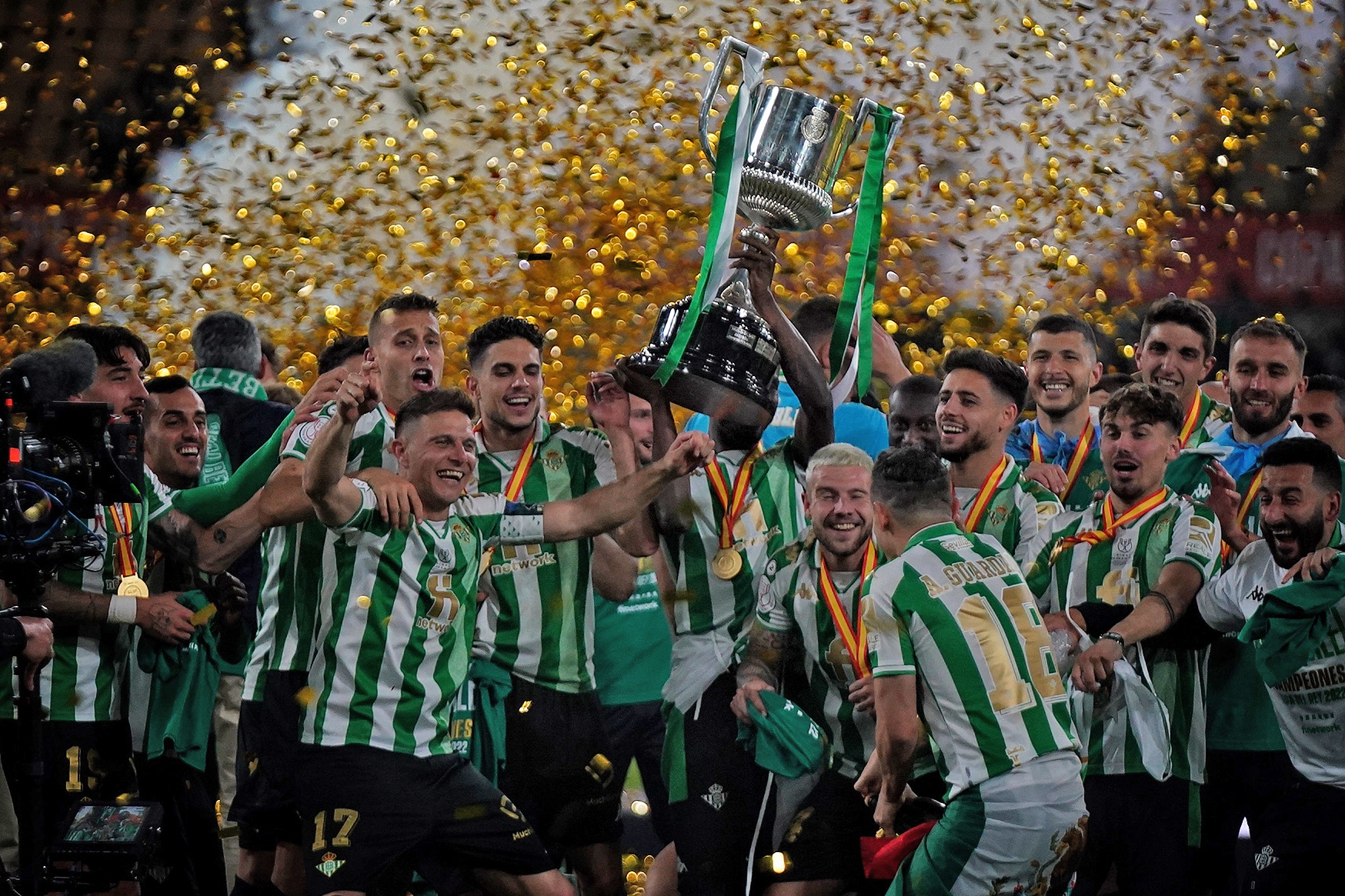
Celebración del equipo tras ganar la tercera Copa del Rey en 2022.

El Real Betis Balompié es un club de fútbol profesional español establecido en la ciudad de Sevilla, fundado el 12 de septiembre de 1907 que ha ganado un Campeonato de Liga de Primera División y tres Copas del Rey como principales títulos y que a lo largo de su historia ha conocido la primera, la segunda y la tercera división del fútbol español. 
Es el equipo andaluz que más puntos y goles ha conseguido en una temporada de liga en primera división (1996/97), así como el que más puntos ha conseguido del total en disputa en una temporada (1934/35).

## 1907-1929: Primeros años
El actual Real Betis Balompié es el resultado de la fusión producida en 1914, de dos equipos existentes en la ciudad, el Sevilla Balompié, creado en 1907, y el Betis Foot-ball Club, nacido en 1909.

### El Sevilla Balompié

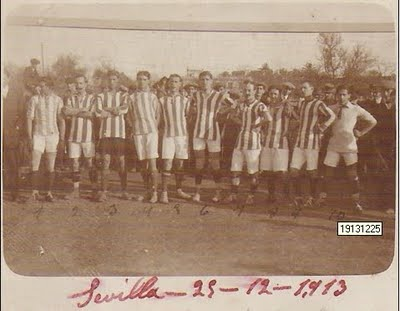
Alineación del Sevilla Balompié el 25 de diciembre de 1913.

En 1907, un grupo de estudiantes de la Escuela Politécnica se unieron para organizar un nuevo club de fútbol en Sevilla. Entre ellos había muchos grupos de hermanos: los Hermosa, Wesolowski, Castillo, Cáscales y Gutiérrez, vestían de blanco y azul (representativos de la infantería). Su primer presidente fue Alfonso del Castillo Ochoa, y el primer capitán –que hacía las veces de entrenador–, en 1914, Manuel Ramos Asencio.
El reglamento de la sociedad "Sevilla Balompié", que constaba de quince artículos, establecía en el octavo: "Podrán jugar en esta sociedad todos los extranjeros que lo deseen en calidad de transeúntes". El décimo quinto añadía que la cuota mensual de socio eran una peseta y la cuota de entrada tres pesetas con cincuenta céntimos. La directiva del club estaba formada por: Alfonso del Castillo Ochoa (presidente), Roberto Vicente (vicepresidente), Juan del Castillo Ochoa (tesorero), Vicente Peris (secretario), Salvador Morales (vicesecretario), José Sequeiro, Jacinto Wesolowski, Gabriel Vadillo, Edmundo Wesolowski y Antonio Gutiérrez (vocales).
La sede social se ubicó en la calle Alfonso XII (1908-1909), c/Federico de Castro (1910-1911) y c/Jerónimo Hernández (1912-1914). El nombre elegido por el grupo de jóvenes fue “Sevilla Balompié” (los primeros meses, “España Balompié”), con el que quisieron evitar la expresión inglesa foot-ball, que acabó por convertirse en su seña de identidad. El club fue inscrito en el Gobierno Civil el 1 de febrero de 1909. El “Balompié”, como fue conocido el equipo hasta finales de los años veinte, se convirtió en 1910 en el primer vencedor de la Copa de Sevilla, condición que revalidó y ostentó hasta 1913. Participó también en la primera edición de la Copa de Andalucía a principios de 1910.

### El Betis Foot-ball Club

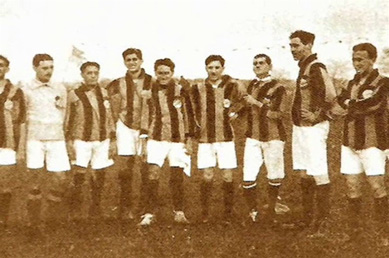
Betis Foot-Ball Club en 1909.

En 1909, se constituyó el Betis Foot-ball Club, como consecuencia de una escisión en el Sevilla Foot-Ball Club, llevada a cabo por un grupo de dirigentes. Entre sus promotores se encontraban Rodríguez de la Borbolla, Diego Otero, Alberto Henke, Comesaña, Lissen Diego Otero. En 1914, por gestión de su entonces presidente, Rodríguez de la Borbolla, el Rey Alfonso XIII, le otorgó el título de “Real”.

### Fusión
En 1914 el Balompié volvió a proclamarse campeón de Sevilla y modificó su denominación de “Sevilla Balompié” por la de “Real Betis Balompié”, tras fusionarse con el Betis Foot-ball Club.
El 6 de diciembre de 1914, la junta directiva del Sevilla Balompié y dos días más tarde el Betis Foot-ball Club, aprobaron la fusión de ambos clubes. Todo ello promovido por Papá Jones, un inglés, apasionado por el fútbol. En agosto de 1915, el gobernador civil de Sevilla, Severo Núñez, aprobó los estatutos y el cambio de denominación del club absorbente, disponiendo que se modificara la denominación del "Sevilla" Balompié por la de "Real Betis" Balompié (apunte n.º 283 página 36 del Libro de Gobierno del Registro Civil: enmienda y nota al margen). De esta forma, la autoridad legal confirió a esta fusión el tratamiento de una fusión por absorción, manteniendo a todos los efectos la continuidad jurídica de la primera sociedad, que mantuvo su inscripción en el apunte n.º 283 sin disolución.
Más allá del plano legal, en el puramente práctico, el Balompié aportó los jugadores, el palmarés, la afición y el terreno de juego, que desde 1913 era El campo de las Tablas Verdes, en el Prado de San Sebastián, mientras el Betis F. C. fundamentalmente añadió el título de Real. Así, el club continuó siendo conocido popularmente como "el Balompié" y sus aficionados como "los balompedistas" hasta los años treinta. Es a partir de entonces cuando la denominación "Betis" y el gentilicio "béticos" se abrieron paso en la terminología popular para referirse al Real Betis Balompié y sus seguidores.

### Consolidación del Real Betis

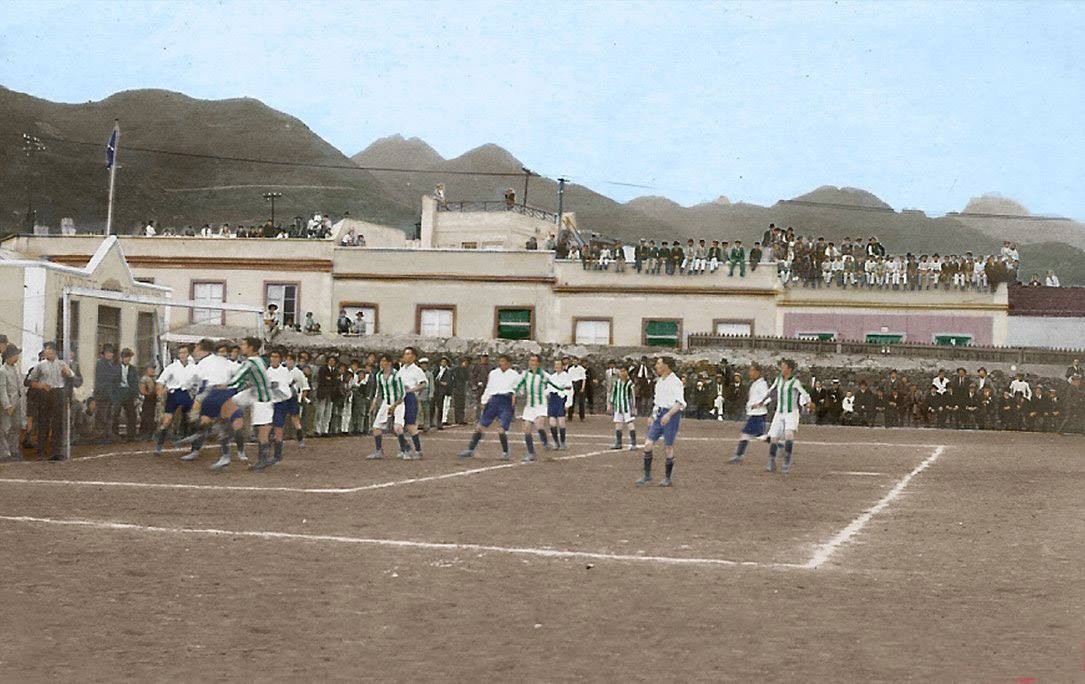
Imagen coloreada del partido del Real Betis contra el Tenerife Sporting disputado en noviembre de 1919.

Tras volver a proclamarse campeón de Sevilla en 1915, el Balompié inició una década de lento declive en la que rozó la desaparición, al no disponer de medios económicos ni derecho de retención de jugadores en la época del “amateurismo marrón”, o profesionalismo encubierto. Más de una decena de sus mejores jugadores fueron “captados” en poco tiempo, a pesar de lo cual estuvo a punto en 3 ocasiones de ganar el Campeonato de Andalucía como única alternativa al Sevilla F. C., nutrido de jugadores que habían "abandonado" el Balompié.
En 1924 el Balompié, gracias a varios de sus primeros fundadores que volvieron a la directiva, mejoró en sus resultados, ganó la Copa Spencer en 1926 y, tras múltiples subcampeonatos, la Copa de Andalucía en 1928. Cuando en 1929, se creó el Campeonato Nacional de Liga, el Real Betis Balompié era un club consolidado deportiva, social e institucionalmente, que inició su andadura en Segunda División el 17 de febrero de 1929.

## 1930-1943: Edad de oro

Escudo del Betis Balompié durante la Segunda República

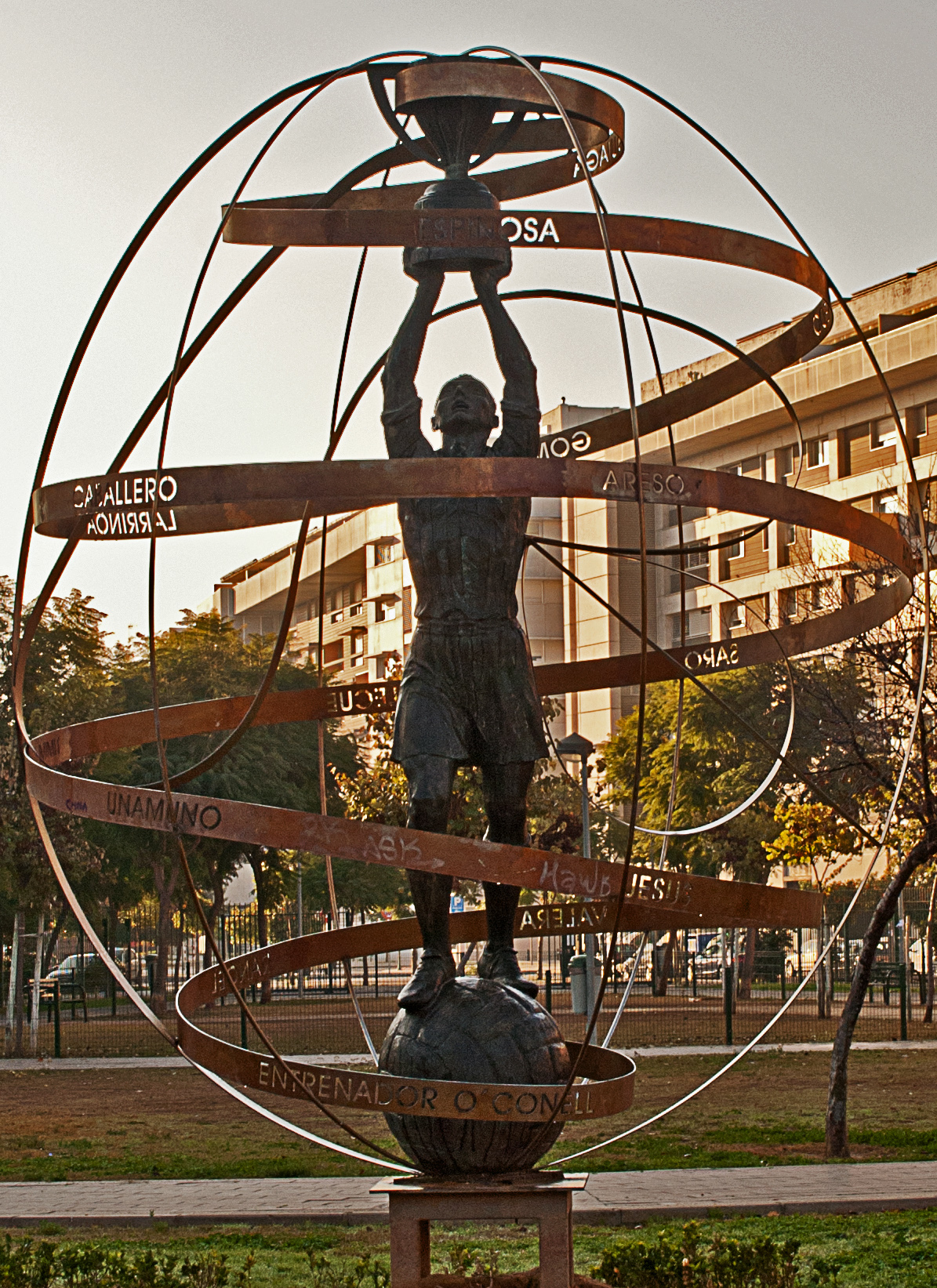
Monumento a los campeones de liga de la temporada 1934/35

Con la llegada de los años 30 los términos “Betis” y “béticos” sustituyeron a “Balompié” y “balompedistas” en el habla popular. El club escribió en el primer lustro algunos de los episodios más brillantes de su historia: en menos de 10 meses el Betis se convirtió en el primer equipo del sur que llega a la final de la Copa de España y conmemoró con brillantez su 25.º aniversario al proclamarse el 3 de abril de 1932 campeón de segunda división. El Betis Balompié –sin el apelativo de “Real” durante la II República– fue de esta manera el primer club andaluz en ascender a la Primera División de España.
En primera división, formó un gran plantel que, en la temporada 1934-35, bajo la dirección de Patrick O'Connell, se proclamó campeón de Liga, su plantilla la formaban Urquiaga, Areso, Aedo, Peral, Gómez, Larrinoa, Adolfo, Lecue, Unamuno, Timimi, Saro, Caballero, Rancel, Valera y Espinosa; 6 vascos, 3 canarios, 3 sevillanos, un almeriense, un jiennense y un vallisoletano criado en Sestao. El título se consiguió el 28 de abril de 1935, al ganar en Santander por 0-5 frente al Racing Club de Santander, era domingo de Feria y la fiesta se trasladó al recinto ferial, donde la noticia se dio a conocer en las pizarras de las casetas.
Un año más tarde se produjo el desmantelamiento de aquel equipo campeón: en primer término, por una mala situación económica que le obligó a vender a 3 de sus jugadores, en parte también por un relevo natural por el que se dio la carta de libertad a 4 de ellos pero, sobre todo, por la llegada de la Guerra Civil, que dejó al club sin efectivos, por quedar bloqueados en el Norte o ser movilizados al frente. Sólo Peral y Saro quedaron en esos años como exponentes de quienes 15 meses antes habían levantado la Copa del Campeonato de Liga.[cita requerida] El 16 de julio de 1936, pocos días antes del inicio de la guerra civil, el club firmó con el ayuntamiento de Sevilla el contrato de arrendamiento del estadio de la Exposición por 10 años.
Las consecuencias de la Guerra Civil fueron malas para el Betis, que además cometió el error de volver a la competición en la temporada 1939-40, cuando podría haber solicitado la moratoria que se aplicó a otros clubes cuyos estadios se usaron para "necesidades de la guerra". Como consecuencia, el 28 de abril de 1940, el día en que cumplía 5 años de su título de Liga, el equipo verdiblanco bajó a Segunda División. Dos años más tarde, regresó brevemente a Primera.[cita requerida]

## Los años negros: El "manquepierda" (1943-1955)

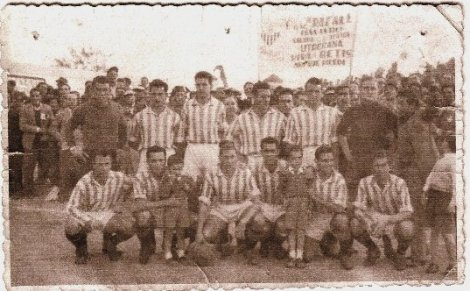
Instantánea del equipo en 1953, con una pancarta que hace referencia al lema del «manquepierda».

En 1943, el equipo cayó a segunda división. La situación fue a peor y en 1947 bajó a tercera en medio de una grave crisis económica (tercera categoría en el sistema de ligas en aquel entonces). El descenso se materializó el 13 de marzo de 1947 en el mismo escenario en el que había logrado el título de liga en 1935, en Santander, con una derrota por 4-1 ante el Racing.
El Betis jugó durante siete años en tercera división. En esos años el club y su afición encontraron una seña de identidad que les ha acompañado, en la expresión “¡Viva er Beti manque pierda!”,  que el periodista y dibujante Martínez de León recogió, en boca de su personaje Oselito en 1958.
El poeta y periodista Joaquín Romero Murube describe aquellos años del siguiente modo:

“El Betis llegó a formar una inderrocable moral a prueba de derrotas... pero en vez de adoptar esa inexplicable renunciación que hemos aplicado, para nuestra desgracia, a tantas adversidades —la de subirnos los hombros en vez de subirnos de corazón—, el Betis, tras la hecatombe, arremetía todas las tardes con más entusiasmo hacia la conquista de su gloria”.
Joaquín Romero. 1958. Sevilla.

La experiencia en tercera fortaleció al club y le añadió la singularidad de ser el único equipo que ostenta los títulos de campeón de Primera, Segunda y Tercera División. El club regresó a Segunda División en 1954, con la presidencia de Manuel Ruiz Rodríguez, que abandonó el cargo en 1955, cuando creía que ya no podía ofrecer más para el crecimiento de la entidad.

## El retorno: Benito Villamarín (1955-1965)

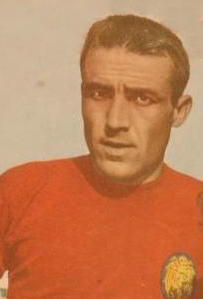
El canterano bético Luis del Sol jugó en el Real Betis hasta 1960 y se proclamó posteriormente campeón de la Eurocopa con la selección española en 1964.

En 1955, fue elegido presidente Benito Villamarín un próspero empresario orensano asentado en Sevilla. Recogió al equipo en la segunda división tras haber permanecido siete años en tercera. Tras un intento fallido de ascenso en su primera temporada, alcanzó la máxima categoría en 1958 con Antonio Barrios en el banquillo después de quince años de penurias económicas y deportivas. Villamarín impuso orden en la institución y generó nuevas ilusiones a la afición bética. Vivió el despegue del canterano Luis del Sol, uno de los jugadores más importantes en la historia del club, realizó importantes actuaciones como la compra del Estadio Heliópolis en el año 1961, aunque también tuvo que tomar algunas decisiones impopulares como el traspaso del Sol. El equipo se asentó bien en la primera división y terminó tercero en el campeonato en 1964.
Tras estos años favorables, en los dos siguientes, el club sufrió los fallecimientos del entrenador del primer equipo, Andrés Aranda (1965) y un año después de Benito Villamarín, tras 10 años en la presidencia que engrandecieron el club y también vivió el descenso a Segunda División. En los años posteriores los ascensos y descensos casi consecutivos, hasta que se consolidó otra vez en primera en 1974.

## La estabilidad: Nuñez Naranjo y Ferenc Szusza
Después de algunos años de cierta inestabilidad, tras la muerte de Benito Villamarín, en 1969, llegó a la presidencia José Núñez Naranjo, cuando según sus manifestaciones: "El equipo estaba en Segunda, tenía sólo cuatro mil socios y los números no salían, no podían salir de ninguna de las maneras".
Durante su mandato, el equipo ascendió a primera división en 1971 y 1974. En 1971, llegó como entrenador del húngaro, Ferenc Szusza, uno de los preparadores que ha permanecido más años en el club. Una vez estabilizado en primera división logró formar, junto al secretario técnico de la entidad José María de la Concha, una plantilla destacada en la que figuraban jugadores históricos como Julio Cardeñosa, José Ramón Esnaola y el incipiente Rafael Gordillo uno de los mitos del club bético que debutó en 1977 y permaneció en él durante nueve temporadas en su primera etapa. Se amplió el Estadio Benito Villamarín, con la construcción de las tribunas de gol norte, gol sur y el voladizo de preferencia. Abandonó el cargo en julio de 1979.

## La primera Copa del Rey y los años 1980 (1977-1992)

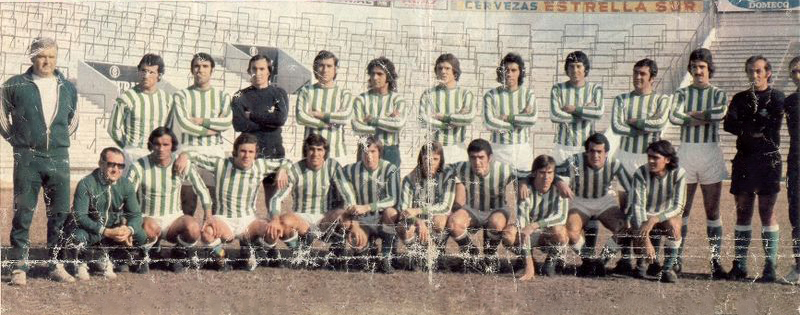
Plantilla del Real Betis en la temporada 1974/75.

El 25 de junio de 1977 el Betis conquistó la Copa del Rey en el Estadio Vicente Calderón frente al Athletic Club. El equipo dirigido por Rafael Iriondo y compuesto por Esnaola, Bizcocho, Biosca, Sabaté, Cobo, López, Alabanda, Cardeñosa, García Soriano, Megido, Benítez, Eulate y Del Pozo, escribieron un capítulo muy recordado de la historia bética, tras una larga tanda de 21 penaltis. En la siguiente temporada, el equipo llegó a cuartos de final de la Recopa de Europa tras dejar en el camino al AC Milan y de manera inesperada descendió a Segunda División.
De vuelta a Primera en 1979, retornaron los buenos tiempos deportivos y el “Eurobetis”: la clasificación para la Copa UEFA en 1982 y 1984, la conmemoración de las Bodas de Platino en 1982 y el subcampeonato de la Copa de la Liga en 1986 marcaron una época feliz para los aficionados béticos, a la que se sumaron otros hechos vividos en su estadio como sede del Mundial y, sobre todo, como escenario del famoso España - Malta.
Desde entonces y hasta 1992, el Betis atravesó un período de crisis económica y deportiva, hasta el descenso de 1991, sin duda en uno de los peores momentos para afrontar la preceptiva conversión en Sociedad Anónima Deportiva. [cita requerida]

## Conversión en sociedad anónima deportiva. Manuel Ruiz de Lopera
La ley del Deporte (Ley 10/1990, de 15 de octubre) estableció la obligación de conversión de los clubes de fútbol en sociedades anónimas. El decreto que reguló el proceso fijó el 30 de junio de 1992 como fecha límite para esa transformación. El capital social establecido para el Betis por el plan de saneamiento del fútbol español fue de 1.175 millones de pesetas (7,06 millones de euros). Los aficionados aportaron en pequeñas cantidades un total de 400 millones de pesetas a los que se sumaron  otros 100 aportados en paquetes superiores al 1 % del capital social exigido. El entonces vicepresidente económico, Manuel Ruiz de Lopera se hizo en el último momento con el resto del capital y se convirtió en el socio mayoritario del club.
Después de casi tres años en segunda, en marzo de 1994, en la jornada 27, arribó al club Lorenzo Serra Ferrer, uno de los preparadores de mayor éxito en el club verdiblanco. Logró el ascenso en esa temporada de su llegada. Al año siguiente, el Betis fue el equipo revelación en primera, finalizó en tercera posición y fue el menos goleado de la categoría, lo que supuso la segunda mejor clasificación histórica del club. En la temporada 1996-97 repitió entre los cuatro primeros y llegó a la final de la Copa del Rey, en la que cayó ante el FC Barcelona en la prórroga. Pocos días antes de la final, se filtró un acuerdo entre Serra, al que restaba aún un año de contrato con el Betis, y el F.C. Barcelona para dirigir el fútbol base de este.
Esos años destacaron jugadores como Alfonso, Finidi George, Cuéllar o Roberto Ríos, que en 1997 fue traspasado al Athletic Club por 2000 millones de pesetas (12 millones de €), una cifra récord para la época.
El Betis tuvo una digna participación en la Recopa de Europa, pero inició un periodo de inestabilidad que le llevó a descender a segunda división en el 2000; una vez de regreso en la siguiente temporada, irrumpió con fuerza en la División de Oro, clasificándose para la Copa UEFA y rozando el 4.º puesto.

### Copa del Rey y la Liga de Campeones
2005 fue uno de los años más brillantes del Betis, el club finalizó en una muy notable cuarta posición y se clasificó para jugar la previa de Liga de Campeones, y ganó la Copa del Rey de fútbol 2004-05 en el Vicente Calderón. En agosto de ese mismo año, se clasificó para disputar la Copa de Europa bajo el formato de Liga de Campeones al superar en la eliminatoria previa al AS Mónaco –subcampeón de la edición de 2003-04 y se convirtió en el primer equipo andaluz que alcanzaba esta competición.
Disputó la fase de grupos la liga de campeones, encuadrado en un grupo con el Liverpool FC, campeón de la última edición y el Chelsea FC, ganador de la premier. En 2006 la temporada terminó con el equipo al borde del descenso en la liga. Ruiz de Lopera mantuvo un enfrentamiento con Serra Ferrer que acabó con la marcha del entrenador mallorquín. El club entró en una crisis institucional desconocida desde finales de los 80, con críticas a Lopera que dejó la presidencia del club y amagó con vender su paquete accionarial.
En la campaña 2006-07 el Real Betis hizo una pobre temporada, salvándose del descenso en la última jornada tras ganar por 0-2 al Racing de Santander en El Sardinero, con dos goles de Edu. El entrenador empezó siendo Javier Irureta, pero tras muchos malos resultados, fue cesado y asumió el cargo Luis Fernández, que también fue cesado en la última jornada de liga, sustituyéndolo Paco Chaparro, entonces entrenador del Real Betis Balompié "B".

### 2009: Descenso a Segunda División y la crisis
En 2009, tras ocho años consecutivos en Primera División y por úndécima vez en su historia el equipo bajó a Segunda División. En las cuatro últimas temporadas el equipo había bordeado las últimas posiciones. El descenso se materializó el 31 de mayo de 2009, en la última jornada de la temporada, con el empate en el Benito Villamarín 1-1 contra el Real Valladolid. Al finalizar este partido se produjo una sentada de la afición frente a una de las puertas del estadio y algunos aficionados se presentaron en las inmediaciones de la casa del máximo accionista Manuel Ruiz de Lopera para expresar su rechazo.
El día 15 de junio, más de 60 000 béticos en Sevilla, y otros muchos en otros puntos de España, se reunieron bajo el lema "Por tu dignidad y tu futuro, Yo voy Betis". En lo que se convirtió en la segunda mayor manifestación de la historia del club en 102 años, tras el recibimiento a los campeones de 1935.
Para esta etapa en Segunda División, Lopera contrató como técnico a Antonio Tapia, que venía de entrenar al Málaga CF. Tapia empezó su travesía bien ya que en la primera jornada goleó 3-0 al Córdoba CF, y logró 12 de los primeros 15 puntos posibles, pero una racha de 4 partidos consecutivos sin ganar (3 empates y una derrota) hicieron que el club saliese de los puestos de ascenso. El Betis solo logró 30 puntos en la primera vuelta. Ante esta situación, Lopera destituyó a Tapia. El reemplazo fue un conocido de la afición, Víctor Fernández, quien tampoco logró el ascenso.

## El periodo de intervención judicial
En 2010, Manuel Ruiz de Lopera abandonó la dirección del Real Betis, después de que se iniciara un proceso judicial por delito societario contra su gestión al frente del Betis. El 7 de julio de ese mismo año, a través de la sociedad Farusa, vendió las acciones que poseía del club a la entidad Bitton Sport, representada por Luis Oliver por un importe de 16 millones de euros. El Consejo Superior de Deportes suspendió cautelarmente el procedimiento administrativo de autorización previa para la adquisición de estas acciones.
El 16 de julio de 2010, pocos días después, en el curso de este proceso judicial, el juzgado número 6 de Sevilla suspendió la venta del paquete de acciones a Bitton Sport, congeló el ejercicio de los derechos políticos del 51% de las acciones que poseía Farusa y le impuso una fianza a Lopera de 25 millones de euros. Igualmente, en agosto de ese mismo año, el mismo juzgado designó a Rafael Gordillo administrador de las acciones que poseía Farusa  quien a finales de 2010, también fue elegido presidente del consejo de administración del club. A partir de entonces y durante varios años, el club fue regido en gran medida por los administradores nombrados judicialmente y por las personas por ellos designadas.
En enero de 2011, debido a la deuda acumulada en los ejercicios anteriores, la entidad entró en concurso de acreedores, aunque se mantuvieron los órganos de gobierno  de la sociedad.
Para la temporada en Segunda, se contrató como entrenador a Pepe Mel. Con el tridente Achille Emana, Jorge Molina y Rubén Castro, el Betis consiguió entre los tres 98 goles esa temporada. Se consiguió el ascenso y el título de liga, sin embargo el juego del equipo se caracterizó por su irregularidad: desde ganar hasta 6 o 7 partidos consecutivos, incluyido un 5-0 contra el FC Cartagena, hasta encadenar cinco derrotas. En la Copa del Rey de fútbol 2010-11, llegó a cuartos de final, perdiendo con gran igualdad frente al FC Barcelona. El equipo logró el ascenso matemático en la jornada del 15 de mayo de 2011, en la que perdió en Tarragona frente al Nàstic de Tarragona por 3-1, merced a la derrota del Granada CF frente al AD Alcorcón (2-0).

### Regreso a Primera División (2011-2014)
Tras el ascenso a Primera, el Betis comenzó la temporada 2011/12 ganando ante el Granada CF, por 1-0 en el Estadio Nuevo Los Cármenes. Tras esta victoria, consiguió, posteriormente, una racha de victorias, que dio al Betis el liderato virtual, aunque luego sufrió una nueva crisis deportiva, en la que encadenó 9 derrotas. Esa racha se cortó en el partido Betis – Málaga CF (0-0), aunque posteriormente continuó hasta el partido contra el Valencia CF de Roberto Soldado, en el que dominó y consiguió sacar la victoria por 2-1 en los últimos 4 minutos del partido remontó con goles del goleador de ese momento, Rubén Castro. Tras perder contra el Fútbol Club Barcelona por 4-2, siendo el primer equipo que desde el verano, marcaba un gol al Barça, empata ante el Sevilla FC, en el derbi por 1-1 en el Benito Villamarín. Tras una 2.ª vuelta muy irregular, el día 2 de mayo, el conjunto verdiblanco, consiguió hacerse con el derbi sevillano por 1-2 en el Estadio Ramón Sánchez Pizjuán, con dos goles de falta de Beñat Etxebarria. Después, empata a 2-2 frente al FC Barcelona.
Comenzó la temporada 2012/13 con buen ritmo, goleando a domicilio en San Mamés al Athletic Club por 3-5. Más tarde y tras asentarse en la mitad de la tabla, recibió un golpe tras salir goleado de Nervión por 5-1, frente al eterno rival. Pero, a la jornada siguiente, consigue una victoria en casa frente al Real Madrid por 1-0, con gol de Beñat. Tras deshacerse de Real Valladolid y UD Las Palmas en Copa, cae eliminado por el Atlético de Madrid, el que a la postre sería campeón de la competición. En una segunda vuelta de altibajos, golea al Málaga CF (3-0), pero pierde ante el Rayo Vallecano (3-0), llega el derbi, que se salda con un empate a tres (3-3), tras ir perdiendo 0-3 y con gol en el último minuto de Nosa Igiebor. El Betis que sale reforzado del derbi, consigue 7 de los últimos 12 puntos en juego y se clasifica, en el último partido frente al Levante UD, para la Europa League tras siete años sin disputar competición europea. Acabando, después de ocho años, por delante del eterno rival.

### Liga europea y tercer descenso en catorce años
Tras una buena pretemporada, en el sorteo del 9 de agosto de la liga europea, el Real Betis quedó emparejado con el Fotbalový klub Baumit Jablonec de la liga checa. Tras superar cómodamente la fase previa, el equipo fue encuadrado en el grupo I de la Europa League, junto a Olympique de Lyon, Vitória de Guimarães y Rijeka. Aunque el equipo consiguió superar la fase de grupos con una jornada de antelación, la mala marcha en Liga, donde se encontraba último con únicamente 10 puntos en la jornada 15, propició  la destitución de Pepe Mel el 2 de diciembre del 2013. El nuevo entrenador, designado fue Juan Carlos Garrido. El 19 de enero, tras sumar 1 punto de 15 disputados en liga y eliminado de la copa por el Athletic Club, Garrido fue sustituido por el exjugador verdiblanco Gabriel Calderón. Con Calderón se mejoran algo los malos resultados, ganando dos partidos tras cinco meses sin hacerlo, aunque todavía lejos de la salvación. Pese a los malos resultados, en Europa el Betis elimina al Rubin Kazan en dieciseisavos. En octavos gana el primer derbi sevillano en competición europea al Sevilla FC en el Ramón Sánchez Pizjuán por un contundente 0-2 en el partido de ida. Sin embargo, en el partido de vuelta, el Sevilla FC iguala el resultado y vence finalmente en los penalties, dejando fuera de la competición al conjunto verdiblanco.
Tras la eliminación el equipo desciende a Segunda División tras perder 0 - 1 contra la Real Sociedad. Al final del partido, los aficionados protestaron a una directiva presidida por Manuel Domínguez Platas. Al final de temporada, Gabriel Calderón fue destituido como entrenador.

### Periplo en la Segunda División (2014-15)

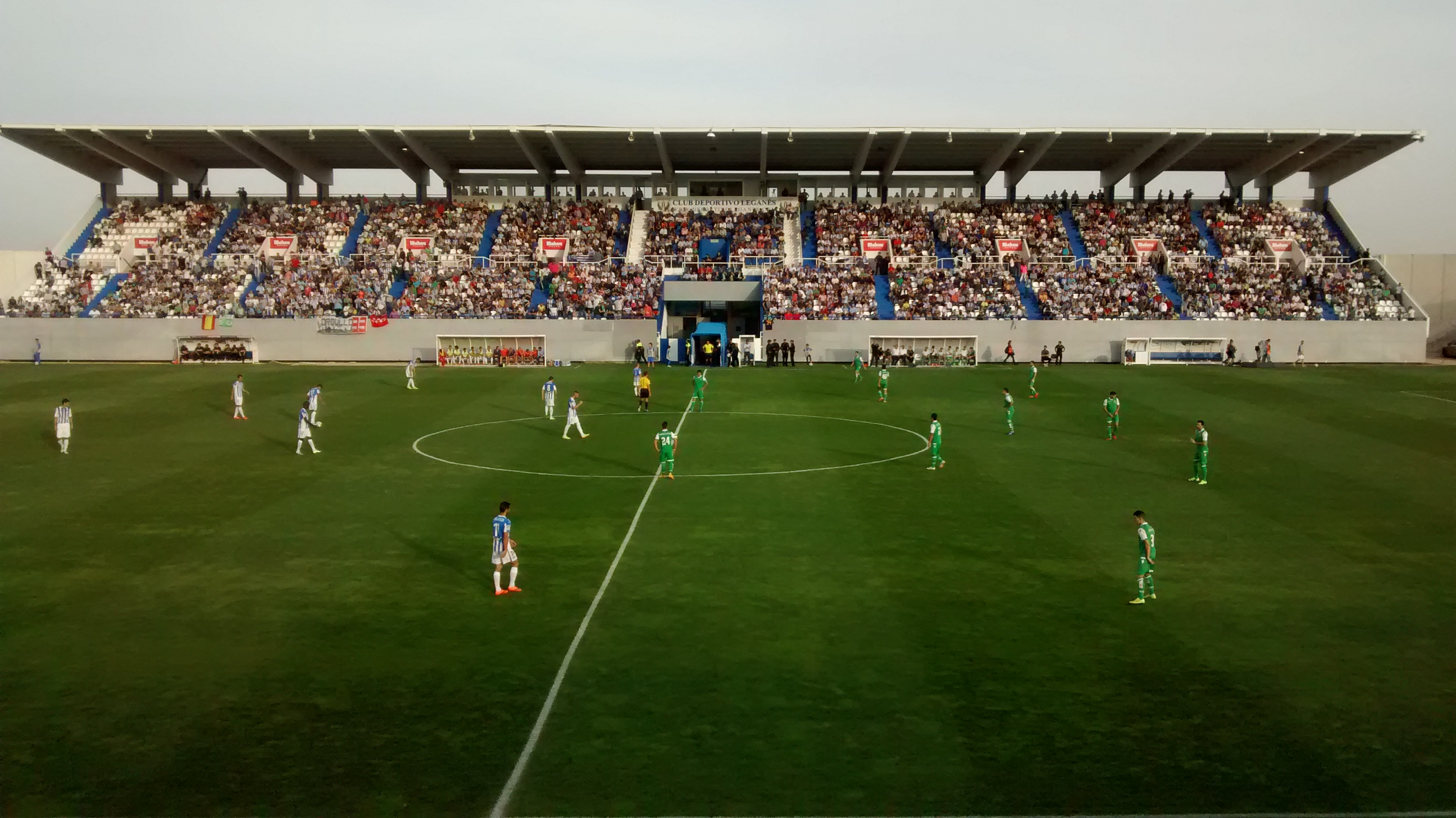
Partido ante el C. D. Leganés en el Estadio Municipal de Butarque (1:0) jugado el 19 de octubre de 2014.

Para esta temporada se fichó al técnico Julio Velázquez, que había firmado un meritorio cuarto puesto con el Real Murcia en la campaña anterior. El comienzo fue irregular, enlazando algunas victorias (Sabadell, Numancia o Girona) con varias derrotas, entre las que sobresale un 4-1 ante la Ponferradina o un 0-1 en el Villamarín frente un recién ascendido Albacete. Con el tiempo las cosas empezaron a torcerse cada vez más, siendo la derrota frente al Alavés, el 23 de noviembre, un momento clave en la temporada. Dos días después, Velázquez fue destituido, dejando al equipo en sexta posición con 21 puntos tras 14 jornadas (6 victorias, 3 empates y 5 derrotas) y a 8 puntos del ascenso directo. También dimitió el cuerpo directivo, nombrándose a Juan Carlos Ollero como presidente. Se recurrió de forma  provisional al técnico del equipo filial, Juan Merino, hasta que se concretase la firma de un nuevo entrenador. Ocupó este cargo cuatro partidos ante Llagostera, Mallorca, Lugo y Racing, pero los resultados obtenidos (4 victorias y, por ende, 12 puntos de 12 posibles) fueron vitales para que el equipo se acercase al objetivo de retornar a la máxima categoría del fútbol español, alcanzando la 3ª posición antes de las fechas navideñas. 
La víspera al encuentro ante el Racing el club oficializó la vuelta de Pepe Mel. Con este, el equipo continuó su racha positiva y lentamente se asentó en las posiciones de ascenso directo. Hacia la jornada 35, a falta de 7 jornadas para la finalización del campeonato y tras cumplirse una vuelta de la destitución de Velázquez, el equipo se encontraba líder de la categoría con 71 puntos, con una ventaja de 8 puntos sobre el 3º clasificado y firmando 50 puntos de los últimos 63 posibles con 15 victorias, 5 empates y 1 derrota en los últimos 21 encuentros. El ascenso se materializó el 24 de mayo de 2015 tras imponerse 3-0 a la Agrupación Deportiva Alcorcón, en el encuentro correspondiente a la cuadragésima jornada de la categoría, restando aún dos encuentros por jugarse y proclamándose campeón de Segunda División. El equipo finalizó con 84 puntos.

## Remodelación accionarial. Nueva dirección del club

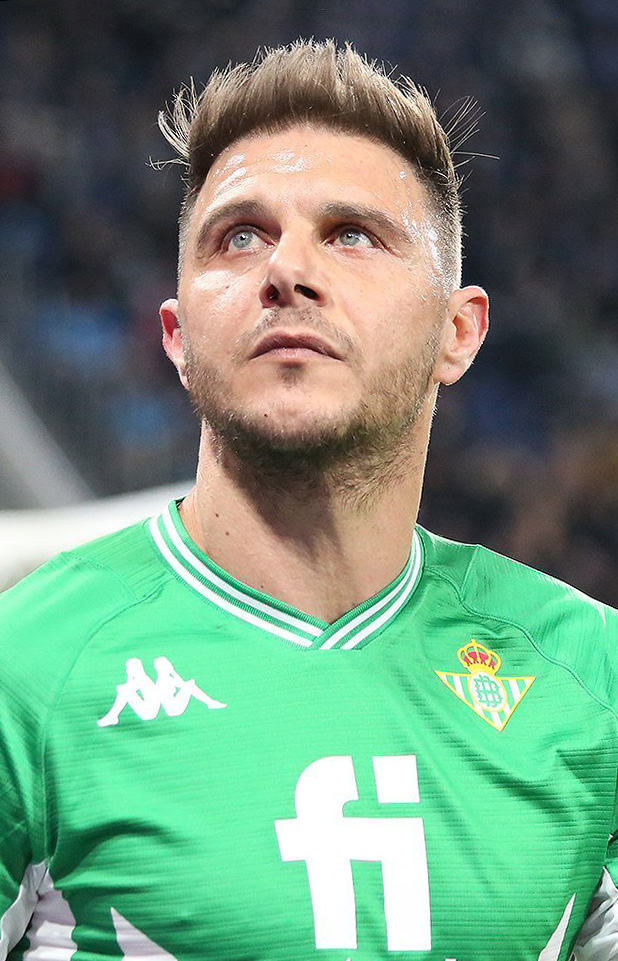
Joaquín llegó de nuevo al Real Betis el 31 de agosto de 2015, poco antes de que se cerrara el mercado de fichajes de esa temporada.

La temporada 2015/16 comenzó con la convocatoria de una junta de accionistas con el único punto del día de la renovación del consejo. El 23 de septiembre con la acreditación para la junta del 53'71 % de las acciones sobre un 68'66 % posible (ya que el 31'34 % de los títulos tenían sus derechos políticos suspendidos debido al litigio en los tribunales), la candidatura Ahora Betis ahora encabezada por los consejeros Ángel Haro y José Miguel López Catalán recibió el apoyo del 27'4 % del accionariado presente frente a la candidatura Mucho más que un sentimiento del abogado Manuel Castaño. De esta forma, el club pasaba de nuevo a ser gobernado por sus accionistas sin la presencia de administrador judicial. 
En la junta general de accionistas celebrada el 17 de diciembre se ratificó al consejo de administración votado en la Junta extraordinaria y se aprobaron las cuentas de la temporada 2014/15.

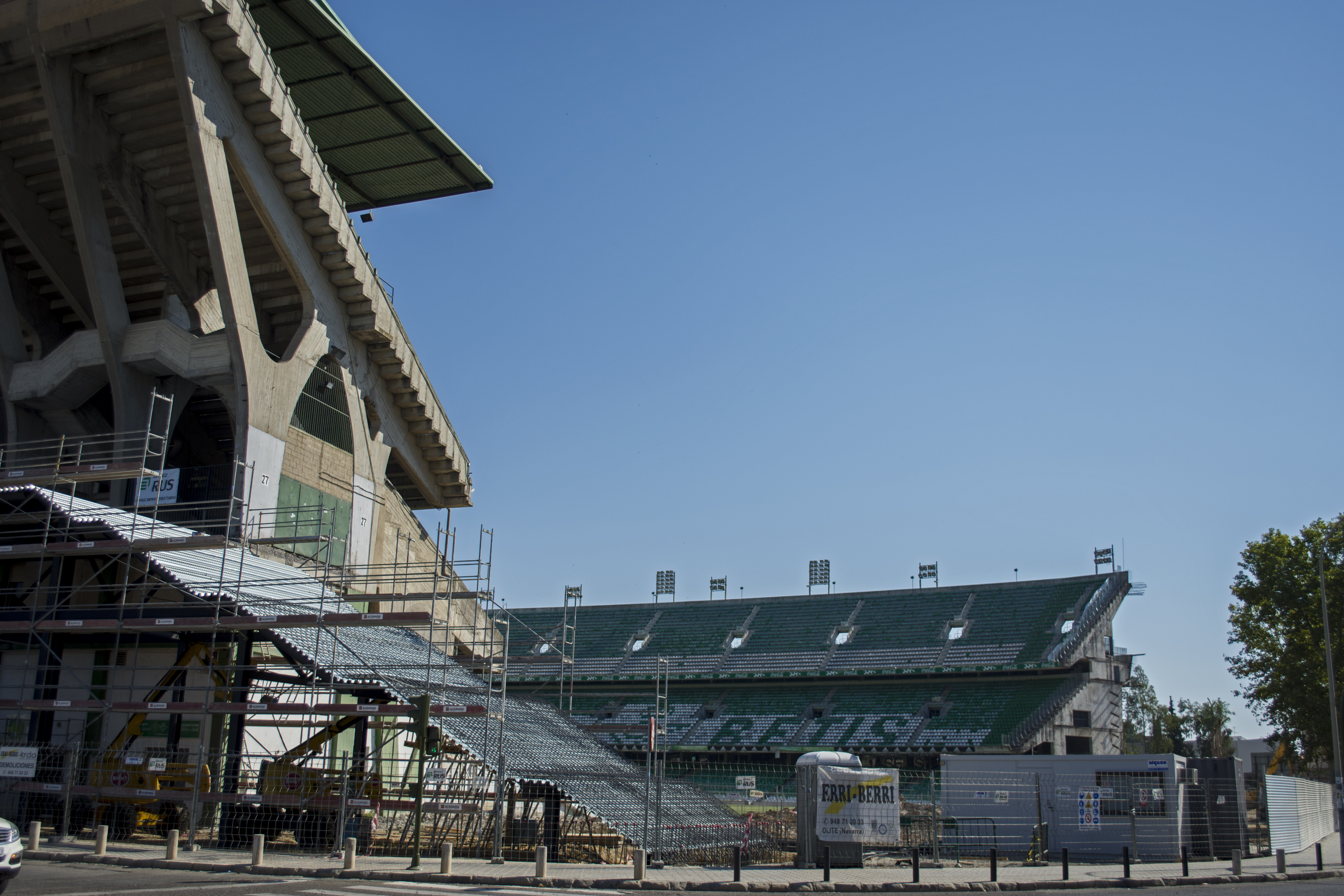
Vista del estadio Benito Villamarín en 2016, tras la demolición de la grada de Gol Sur.

El 31 de agosto de 2015, poco antes de que se cerrara el mercado de fichajes, se anunció el retorno de Joaquín al Real Betis Balompié, con el que batiría múltiples marcas históricas de presencia en el club. En lo deportivo, la temporada transcurrió con relativa tranquilidad consiguiéndose la salvación en la jornada 34 tras la victoria por 1-0 ante la Unión Deportiva Las Palmas y con una 10ª posición en la tabla clasificatoria.  
En junio de 2016 aprovechando el final de la temporada, se demolió la grada del gol sur que databa de 1972 y se iniciaron las obras de la nueva para continuar así con el proyecto del arquitecto Antonio González Cordón que había quedado detenido en 1999. Durante esa campaña los abonados fueron reubicados en otras zonas del campo y un año después, en verano de 2017 se inauguró el nuevo gol sur, que aumentó la capacidad del estadio en 9 700 espectadores.
El 19 de junio, el Real Betis Féminas se hizo con una plaza en la Primera División tras vencer en la fase final al CD Femarguín. Con este hecho, en la temporada 2016/2017 ambos conjuntos (masculino y femenino) compitieron en su máxima categoría. Un día después, el vicepresidente de la entidad anunció junto a Juan Varela (presidente del Fútbol Sala Nazareno) y Javier Lozano Cid (presidente de la LNFS) la integración del, hasta ese momento, Real Betis FSN en la estructura verdiblanca con el nombre de Real Betis FutSal tras tres años de patrocinio por lo que todos los empleados de ese club pasaron a formar parte de la nómina del Real Betis Balompié. Un mes después, el 21 de julio, se hizo oficial la compra del 99'99 % de las acciones del Club Baloncesto Sevilla por la módica cantidad de 1€. Estas dos integraciones deportivas (fútbol sala y baloncesto) fueron aprobadas en la junta general de accionistas celebrada el día 30 de diciembre por un 27'45 % del capital social. 
En esta campaña, el conjunto contó con hasta tres entrenadores del primer equipo, (Gustavo Poyet, Víctor Sánchez del Amo y de forma interina Alexis Trujillo). El equipo quedó 15º clasificado y fue tempranamente eliminado de la Copa del Rey.

### Ampliación de capital de 2017
El 23 de noviembre, se celebró la junta de accionistas en la cual se cumplió uno de los puntos primordiales del programa del presidente Haro en el que se establecía que el club debería de estar en manos de los béticos. Con un 25'05 % de capital presente, se aprobó con el 23,539 % a favor la ampliación de capital en 36.869 nuevas acciones para restituir el capital social cuyos derechos se encontraban suspendidos por el Juzgado de lo Mercantil de Sevilla y su posterior venta entre accionistas y abonados a un precio de 120€, y la adquisición de 23.056 acciones a Manuel Ruiz de Lopera y Luis Oliver Albesa para la venta a accionistas en paquetes de 210 títulos a un precio de 476,69€ cada una.

### Quique Setién y el regreso a Europa (2017-2019)

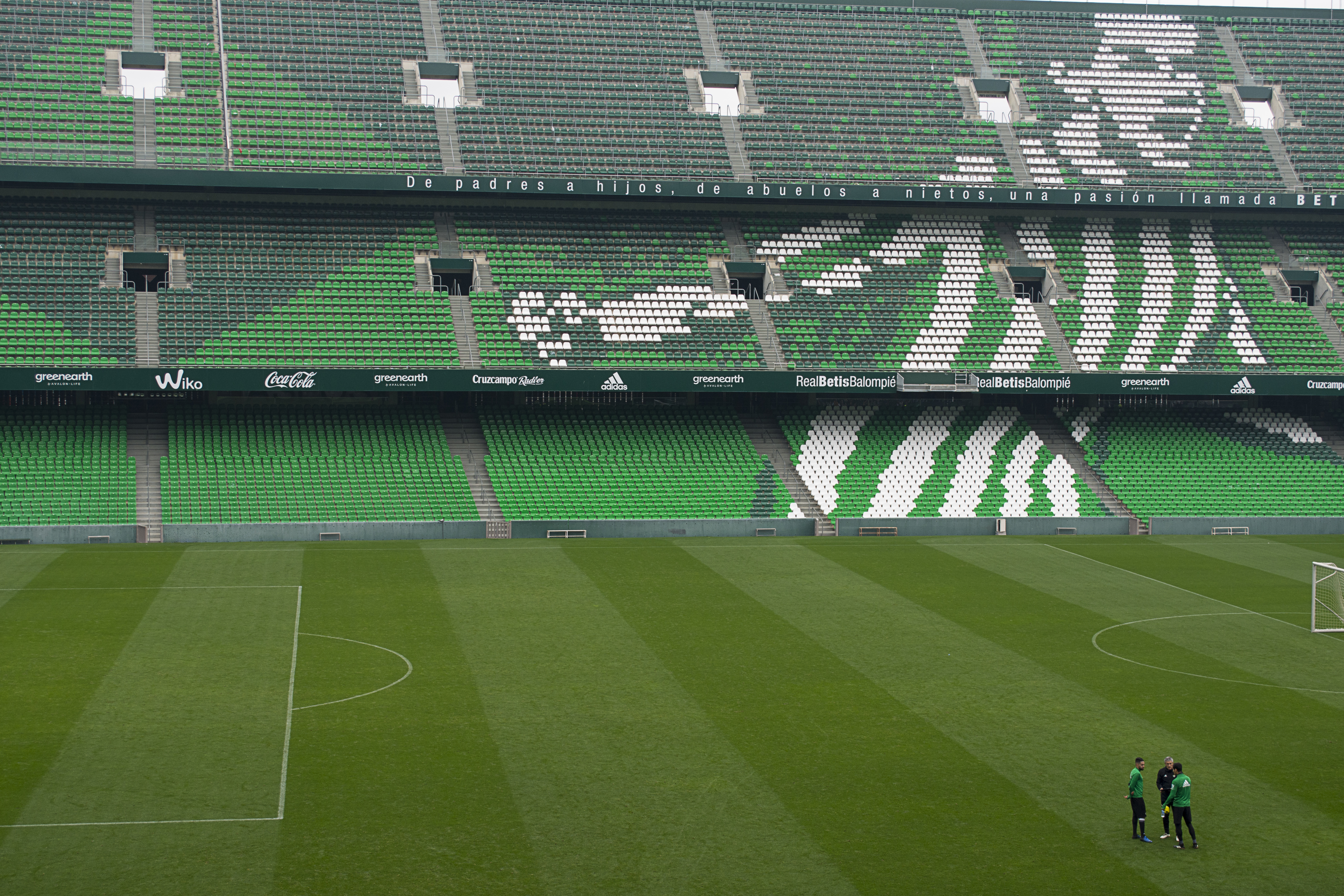
Estadio Benito Villamarín el 5 de enero de 2018. Después de un entrenamiento del Real Betis, el entrenador Quique Setien dialoga con Aissa Mandi y Ryad Boudebouz.

Setien, llegó en junio de 2017, con un contrato para tres años. En su primera campaña, tras varias temporadas en la mitad de tabla, el equipo consiguió la clasificación de manera directa a la UEFA Europa League con el 6º puesto en la clasificación. La participación en la Copa del Rey no fue buena, al quedar eliminados en dieciseisavos de final frente al Cádiz CF, que esa temporada militaba en Segunda División. El equipo obtuvo buenos resultados ante el Sevilla FC (3-5 en el estadio nervionense y 2-2 en casa) después de cuatro años sin conocer la victoria en estos duelos.
La segunda temporada de Quique Setién en el banquillo (2018/19) empezó con el sorteo de la UEFA Europa League celebrado el 31 de agosto, en el que el club quedó encuadrado en el grupo F junto al AC Milan, Olympiacos FC y F91 Dudelange. En esta fase, el Betis terminó como primer clasificado al conseguir 3 victorias y 3 empates. Fue eliminado posteriormente de la competición por el Stade Rennais FC en 1/16 de final. En la Copa del Rey, cuya final se disputó en el estadio Benito Villamarín, cayó eliminado en la semifinal frente al Valencia C.F.
Al finalizar esa temporada, el Real Betis Balompié y Quique Setién decidieron rescindir su contrato y que el cántabro no cumpliese el año que le quedaba.

## Pellegrini y un paso adelante
En julio de 2020, el Betis llegó a un acuerdo con el preparador chileno Manuel Pellegrini para dirigir al equipo las tres temporadas siguiente. Pellegrini llegó como un entrenador veterano, buen conocedor del fútbol español y de prestigio en Europa después de haber dirigido a grandes clubes del continente. Casi simultáneamente contrató también como director general deportivo a Antonio Cordón, que fue director deportivo del Villarreal, donde ya coincidió con Pellegrini durante el periodo en que este fue entrenador del equipo castellonense. En la primera temporada del chileno, el equipo tuvo un buen rendimiento, acabó en sexta posición en la liga y se clasificó para la UEFA Europa League. En la Copa del Rey, el equipo alcanzó los cuartos de final.
En su segundo año (2021-22) mejoró los resultados obtenidos. El entrenador chileno resumió la trayectoria de la temporada de la siguiente manera: "Ganamos la Copa, mejoramos la clasificación en Liga con respecto la temporada pasada marcamos cien goles, más que el pasado curso y en defensa recibimos menos. Nos fuimos de Europa League por el campeón y peleamos hasta el final por entrar en la Champions. Ese compromiso del plantel para mí es lo más importante. Les agradezco a los jugadores eso y esa comunión con el hincha del Betis. Hay maneras y maneras de conseguir logros".

## Cronología del Real Betis Balompié
- 1907 - Fundación del club el 12 de septiembre de 1907 con el nombre de Sevilla Balompié.
- 1909 - Inscripción formal del Sevilla Balompié en el libro del Gobierno Civil con fecha 1 de febrero (página 36, apunte 283 Libro de Registro), el primer club sevillano que figura en dicho Libro.[87]
- 1909 - Una escisión en el Sevilla Foot-ball Club propicia la constitución del Betis Foot-ball Club.
- 1910 - El Balompié se proclama primer campeón de la Copa donada por el alcalde (Copa del Alcalde de Sevilla), primer campeón de Sevilla.
- 1911- El Balompié se vuelve a proclamar campeón de la que ya se denomina formalmente Copa de Sevilla.
- 1911- El Real Betis se proclama vencedor de la primera Copa Spencer al derrotar en la final al Español de Cádiz.
- 1913- Primera derrota del Balompié en un derbi ante el Sevilla Foot-ball Club de la que se tenga constancia.
- 1913- El Betis Foot-ball Club queda prácticamente disuelto y la mayoría de sus componentes se integran en el Sevilla Foot-ball Club. En este mismo año se proclama por tercera vez del Campeonato de Sevilla.
- 1914- Eladio García de la Borbolla y otros miembros del Sevilla Foot-ball Club reorganizan el Betis Foot-ball Club, para el que obtienen el título de Real.
- 1914- El Balompié gana su cuarta Copa de Sevilla (en 1912 no se celebró la edición) y la que pasará a la historia como la "Copa Violetero".
- 1914 – Herbert Richard Jones y Manuel Ramos Asensio, presidente y capitán del Sevilla Balompié, impulsan la fusión con el Real Betis FC, dando lugar así a la modificación de la denominación del "Sevilla" Balompié por la de "Real Betis" Balompié.
- 1915 - El 5 de enero, el Real Betis Balompié gana la Copa donada por la Sociedad Artística Sevillana, al derrotar al Football Club por 1-0. Es su primer trofeo con la nueva denominación y el primer derbi tras la modificación del nombre.
- 1915 - El Balompié se adjudica su quinta copa de Sevilla, primera con la nueva denominación.
- 1918 - El 31 de octubre se inaugura el campo del Patronato Obrero.
- 1920 - Se proclama campeón de la Copa Ayuntamiento.
- 1926 - El 3 de octubre se proclama campeón por segunda vez de la Copa Spencer organizada por la Federación regional del sur en memoria del fallecido Enrique Gómez, el Real Betis ganó al Sevilla F.C. los dos partidos,1-3 en el feudo sevillista y 2-0 en campo bético.
- 1928 - El 29 de enero, Real Betis Balompié se proclama campeón de la Copa de Andalucía.
- 1928 - El 7 de octubre, el Balompié se impone a su eterno rival por 1-2 en la inauguración del campo de Nervión.
- 1931 – El 21 de junio alcanza la final de la Copa de España en la que se enfrenta al Athletic Club de Bilbao. Cae en la final por 3-1.
- 1932 – El Real Betis Balompié conmemora sus bodas de plata (1907-1932) con un amistoso ante el Athletic Club al que vence por 2-1 el día 6 de enero.
- 1932 – El Real Betis Balompié alcanza la 1ª División. Constituye el primer club andaluz en alcanzar esta categoría, en la que debuta el 27 de noviembre de dicho año.
- 1934 - El 27 de mayo Simón Lecue se convierte en el primer internacional del club.
- 1934 - Muerte de Ignacio Sánchez Mejías, que fue presidente del club a finales de los años veinte y presidente de Honor en los primeros años treinta.
- 1934 / 1935 – El club gana el campeonato de Liga tras golear 0-5 al Racing de Santander en la última jornada.
- 1936 - El día 16 de julio el Betis firma el contrato de arrendamiento del Estadio de la Exposición (Heliópolis) con el Ayuntamiento. El 18 de julio se publica en el ABC la lista de precios y la forma de obtener los abonos para el nuevo estadio. Ese mismo día estalla la guerra civil y la secretaría del club, sita en la calle Bilbao, es alcanzada por una bomba dirigida contra el Gobierno Civil.
- 1939 - El 14 de marzo se produce la reapertura del estadio de Heliópolis tras haber sido utilizado para "necesidades de la guerra".
- 1939 / 1940 – El Betis, menguado económica y deportivamente por la Guerra Civil, desciende a 2ª División en el 5º aniversario de su título de Liga (28 de abril).
- 1941 / 1942 – El club vuelve a 1ª división.
- 1942 / 1943 – El club desciende nuevamente a 2ª división.
- 1943-1946 - El club permanece en 2ª división.
- 1946 / 1947 – El club desciende a 3ª división, el descenso se consuma en Santander, donde 12 años antes había ganado el título de Liga.
- 1948 - El 29 de enero el Estadio queda anegado por el desborde del Tamargillo. Los archivos históricos quedaron íntegramente destruidos.
- 1953 / 1954 – Tras 7 años en tercera, el club asciende a 2ª división.
- 1955 – Benito Villamarín resulta elegido presidente del club.
- 1957 - El 8 de enero, la junta directiva aprueba el escudo actual.
- 1957/ 1958 – El club asciende de nuevo a 1ª división.
- 1958 – El Betis derrota al Sevilla Club de Fútbol por 2-4 en el primer derbi oficial en 15 años y primer partido oficial disputado en su recién inaugurado estadio.
- 1958 - En diciembre tienen lugar los actos principales de las bodas de oro del Club (1907-1958), que se habían pospuesto desde el año anterior.
- 1961 - Se firma el contrato por el que se adquiere al Ayuntamiento la propiedad del Estadio por un importe de 14.036.550 pts abonadas el día anterior en la Tesorería Municipal.
- 1963 / 1964 – El Betis queda 3º en Liga, gana el Trofeo Carranza ante Boca Junior, Benfica y Real Madrid y se clasifica para la Copa de Ferias.
- 1964 / 1965 - El Betis debuta en Europa en la antigua Copa de Ferias. Es eliminado por el Stade Français. López Hidalgo es el primer bético en marcar en competiciones europeas.
- 1965 / 1966 – El club desciende a 2ª división y finaliza la etapa de Benito Villamarín como presidente.
- 1966 / 1967 – El club asciende a 1ª división
- 1967 / 1968 – El club desciende a 2ª división
- 1970 / 1971 – El club asciende a 1ª división
- 1972 / 1973 – El club desciende a 2ª división
- 1973 / 1974 – El club asciende a 1ª división
- 1976 / 1977 – El Real Betis Balompié se convierte en el primer campeón de España de la Copa del Rey Juan Carlos I
- 1977 / 1978 – El club desciende a 2ª división. Esa misma temporada disputa la Recopa de Europa. En su primera participación tras la conquista de la Copa del Rey de 1977, eliminaron al Milan en dieciseisavos de final y al Lokomotiv Leipzig en octavos, el Dinamo de Moscú lo elimina en cuartos.
- 1978 / 1979 – El club asciende a 1ª División
- 1981 / 1982 – El entrenador Pedro Buenaventura Gil lleva al equipo a disputar la copa de la UEFA.
- 1982 - El Betis celebra en septiembre sus bodas de platino (1907-1982)
- 1982 / 1983 - Disputa la UEFA y el Benfica lo elimina en primera ronda al imponerse por 2-1 en ambos encuentros.
- 1983 - El Estadio Benito Villamarín es escenario del 12-1 del España-Malta.
- 1984 / 1985 - El Betis participa de nuevo en la UEFA con el mismo resultado. El Universidad de Craiova rumano el que lo elimina en primera ronda en la tanda de penaltis.
- 1985 / 1986 – El club logra ser subcampeón de la Copa de la Liga, cayendo ante el FC Barcelona en la final.
- 1987 / 1988 – El club se salva del descenso en el último partido de liga
- 1988 / 1989 – El club desciende a 2ª división tras perder la promoción con el Tenerife. Fallece el cantor Paco Palacios "El Pali", bético que llevó su sentimiento por todos los lugares del mundo.
- 1989 / 1990 – El club asciende a 1ª división
- 1990 / 1991 – El club desciende a 2ª división
- 1992 - El club se convierte en SAD con fecha 30 de junio al cubrir el capital social exigido (1.175 millones de pesetas, el segundo más elevado de los clubes de 1ª y 2ª), gracias a las aportaciones de los aficionados béticos -500 millones ptas, 400 en pequeñas participaciones y a la aportación en el último instante de 680 millones de pesetas en avales presentados por el entonces vicepresidente económico, Manuel Ruiz de Lopera.
- 1993 / 1994 – El club asciende a 1ª División
- 1994 / 1995 – Se clasifica para disputar la copa de la UEFA tras conseguir ser 3º en el campeonato de liga, que aún no daba opción a disputar la Champions. La penúltima jornada vence un derbi determinante, al enfrentarse ambos clubes empatados a puntos y luchando por las primeras plazas.
- 1995 / 1996 - El Betis consigue ganar una eliminatoria de la UEFA ante el Fenerbahçe turco. El Kaiserslautern alemán fue la siguiente víctima antes de que el Girondins de Burdeos de un joven Zinedine Zidane se cruzase en octavos en el camino verdiblanco.
- 1996 / 1997 – Queda subcampeón de la Copa del Rey. Cae en la final ante el FC Barcelona. Queda en 4ª posición en la liga y se clasifica para la Recopa de Europa, el cuarto puesto entonces no daba opción a disputar la Champions.
- 1997 / 1998 – El equipo repite participación en la Recopa, 20 años después. El Chelsea, campeón del torneo a la postre, elimina al Betis en cuartos. En la liga se clasifica para disputar la copa de la UEFA el siguiente año tras quedar en octava posición. Denilson se convierte en el fichaje más caro de la historia.

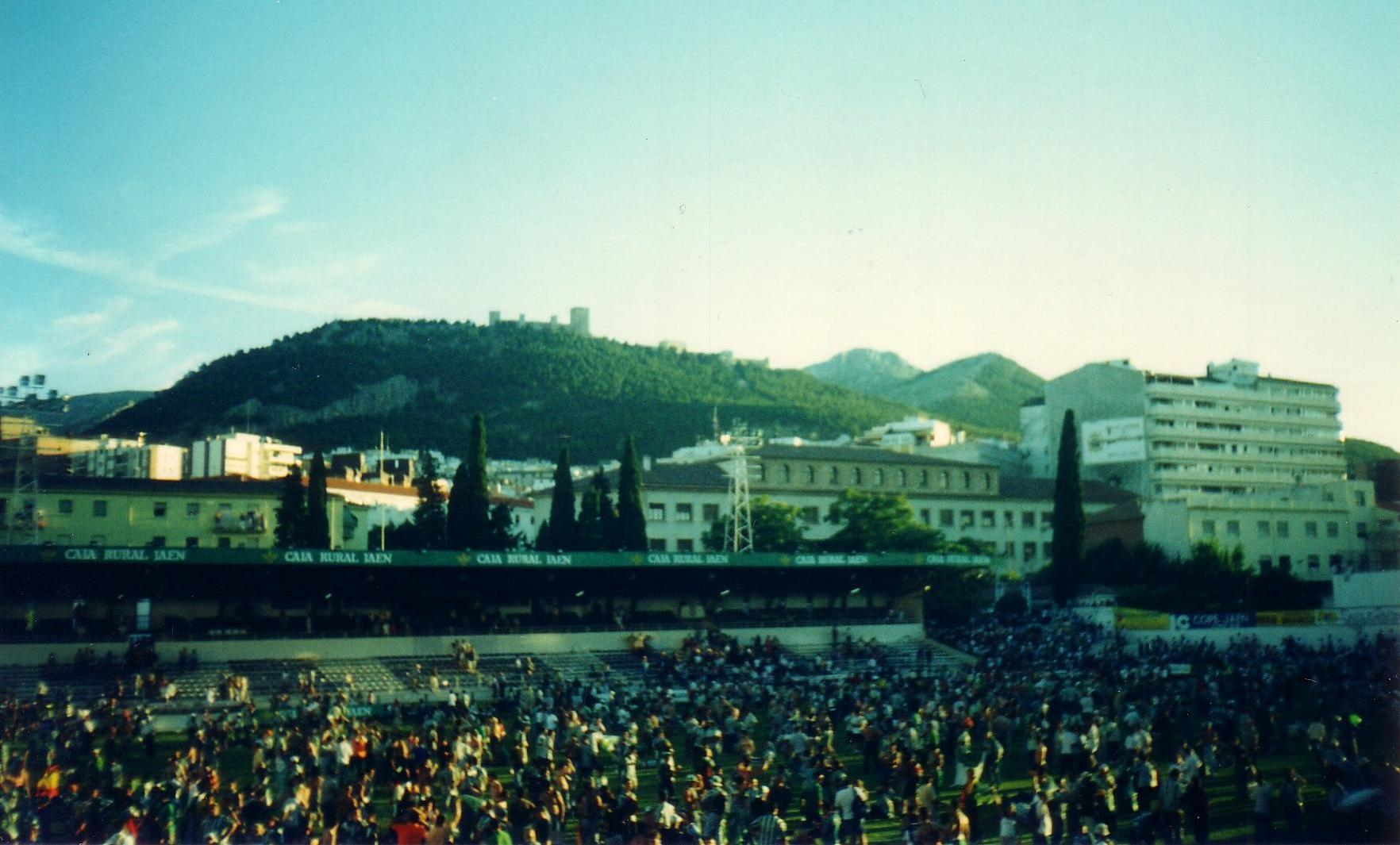
Aficionados béticos celebran en el Estadio de la Victoria tras conseguir el ascenso frente al Real Jaén en el 2001.

- 1998 / 1999 - El Bologna italiano elimina al Betis en octavos de la UEFA.
- 1999 / 2000 – El club desciende a 2ª división
- 2000 – El estadio del Real Betis Balompié pasa a denominarse Manuel Ruiz de Lopera
- 2000 / 2001 – El club asciende a 1ª división
- 2001 / 2002 – Se clasifica para disputar la copa de la UEFA tras quedar en sexta posición en liga.
- 2002 / 2003 - El Auxerre francés elimina al Betis en dieciseisavos de la UEFA al remontar la eliminatoria en el partido de vuelta.
- 2004 / 2005 – Consigue el 4º puesto en la liga, que le permite clasificarse para disputar la eliminatoria previa de la Liga de Campeones y se proclama campeón de la Copa de Su Majestad el Rey con Lorenzo Serra Ferrer en el banquillo, el día 11 de junio tras ganar por 2-1 al Osasuna. Los autores de los goles fueron Oliveira y Dani por parte del Betis y Aloisi por parte del Osasuna.
- 2005 / 2006 – En agosto, pierde la Supercopa de España ante el FC Barcelona y se clasifica para jugar la Liga de Campeones al eliminar en la ronda previa al subcampeón de la edición de 2004, el A.S. Mónaco. Queda 3º del grupo de la Liga de Campeones en la que se midió a Chelsea, Liverpool y Anderlecht. Posteriormente jugó la Copa de la UEFA en la que fue eliminado por el Steaua de Bucarest en octavos de final. Manuel Ruiz de Lopera (presidente del Betis), abandona el palco para más tarde dimitir por inhabilitación judicial y nombrar presidente a José León Gómez. En liga se consiguió la permanencia a dos jornadas del final.
- 2006 / 2007 - Después de un inicio de temporada con altibajos a las órdenes de Javier Irureta, éste pone fin al contrato que le une con el club y se marcha, con lo cual, Manuel Ruiz de Lopera contrata a Luis Fernández, hubo un momento de recuperación y buenos resultados, pero volvieron los malos momentos, los escándalos arbitrales, y cuando Manuel Ruiz de Lopera, a dos jornadas del final de Liga, dijo que el 1 de julio de 2007 volverá a presidir la entidad y que si los socios quieren, a final de año pondrá en venta las acciones que posee. En la penúltima jornada el Betis perdió en casa 0-5 con graves incidentes del público y se destituyó a Luis Fernández, sustituyéndolo un hombre de la casa como Paco Chaparro, el cual llevó a la permanencia al Betis tras ganar por 0-2 en Santander.
- 2007 / 2008 - El nuevo entrenador Héctor Cúper tiene un inicio mediocre. Fue destituido después de un 0-2 en casa frente al Atlético de Madrid. Coge el equipo de nuevo Paco Chaparro que salva al equipo del descenso a 5 jornadas del final.
- 2008 / 2009 - Tras una última jornada infernal, el Real Betis Balompié empata con el Valladolid, resultado que sumado a las victorias de Sporting de Gijón y Osasuna, y con el empate del Getafe confirmaba la pérdida de la máxima categoría.
- 2010 / 2011 - Después de que el Celta empatase ante el Salamanca 1-1, el Betis asciende matemáticamente a Primera división tras dos años.
- 2012 / 2013 - Se clasifica para Europa League, tras siete años sin competición europea.
- 2013 / 2014 - El club llega hasta octavos de final de la Europa League donde se enfrenta al Sevilla. Ambos partidos terminan con 0-2 para el equipo visitante pero el Sevilla se impone en la tanda de penalties. En liga, el club desciende a 2ª división
- 2014 / 2015 - El Betis logra el ascenso a Primera División como campeón.
- 2021 / 2022 - Se proclama por tercera vez campeón de la Copa de S.M. El Rey de España, disputada en el estadio de la Cartuja tras vencer al Valencia F.C. en la tanda de penaltis (5-4). Los autores de los goles fueron Borja Iglesias, el 1-0 en el minuto 11’ y Hugo Duro, consigue el empate 1-1 en el minuto 30’. Sevilla.